# Radio Ronka Nr. 1
Radio Ronka Nr. 1 (E. Hitler Presenterar En Jävla Massa Dumheter !!) er en kassette af den svenske musiker og komponist Errol Norstedt fra 1988.
Kassetten indeholder sange med forskellige fiktive karakterer og bands, der normalt findes på Errol Norstedts CD'er og kassetter, og mellem sangene er der sketcher og monologer med primært E. Hitler.
Sangen "Sug Mig, Mina Drängar!" har en alternativ version på kassettebåndet Rockligan ved navn "Ett Och Ett" med en seriøs tekst hvor sangens jeg-person konfronterer sin datter med at have været ude med en mand.

## Vægplakat
Hvis du bestilte kassetten via en særlig reklame fra 1988 med overskriften "Möt våren med DÅREN - kanonerbjudande våren -88!" inkluderet en bonuspakke, der blandt andet inkluderer en vægplakat ved navn "E. Hitler Skiterrr!", hvor Errol Norstedt efterligner det berømte foto af Frank Zappa, mens han sad på et toiletstol.

## "Farbror Svens Brevlåda"
Efter sangen "Värdens Bästa Orkester" kommer en sketch, der er en parodi på det svenske radioprogram Barnens Brevlåda kaldet "Farbror Svens Brevlåda", hvor Farbror Sven tvinger en ni-årig lille pige til at tage sine trusser af og lade ham slikke hendes underliv, mens hun synger "Slicka Fitta" og så slår han hende ned. En sketch som mange anser for at være det groveste gjort af Errol Norstedt. I et interview fra 1995 og på en ny udgave af Radio Ronka Nr. 1, Norstedt siger, at han beklagede, at han havde optaget dette.

## Spor
Side A
1. "Raggare Nr. 2" - 03:29 (Eddie Meduza)
2. "I Believe In Roewhaoth" - 04:11 (Mannfred Willes)
3. "Sug Mig, Mina Drängar!" - 02:49 (Greve von Boegroeff)
4. "Birds And Bees" - 04:38 (Terry Clifton)
5. "Ami'n At You Heart" - 03:00 (Eddie Meduza)
6. "Downtown Blues" - 03:25 (Blues For Money)

Side B
1. "Världens Bästa Orkester" - 03:56 (Per Leonard)
2. "Jag Såg Fassan Knulla Mossan" - 02:49 (Mannfred Willes)
3. "Världens Bäste Chaufför" - 03:20 (Börje Lundin)
4. "Prairie Express" - 03:31 (Sonny Clifton)
5. "Vår Gamle Opel" - 03:49 (Eddie Meduza)
6. "Småländsk Sommarnatt" - 05:02 (Marcel Jelevac)

### Sangtitler på dansk
- Sug Mig, Mina Drängar! - Sut Mig, Mine Tyende!
- Vi Är Världens Bästa Orkester - Vi Er Verdens Bedste Orkester.
- Jag Såg Fassan Knulla Mossan - Jeg Såg Far Knalde Mor.
- Världens Bäste Chaufför - Verdens Bedste Chauffør.
- Vår Gamle Opel - Vores Gamle Opel.
- Småländsk Sommarnatt - Sommernat I Småland.